# Nymphoides coreana
Nymphoides coreana är en vattenklöverväxtart som först beskrevs av H. Lév., och fick sitt nu gällande namn av Hiroshi Hara. Nymphoides coreana ingår i släktet sjögullssläktet, och familjen vattenklöverväxter. Inga underarter finns listade i Catalogue of Life.

## Bildgalleri

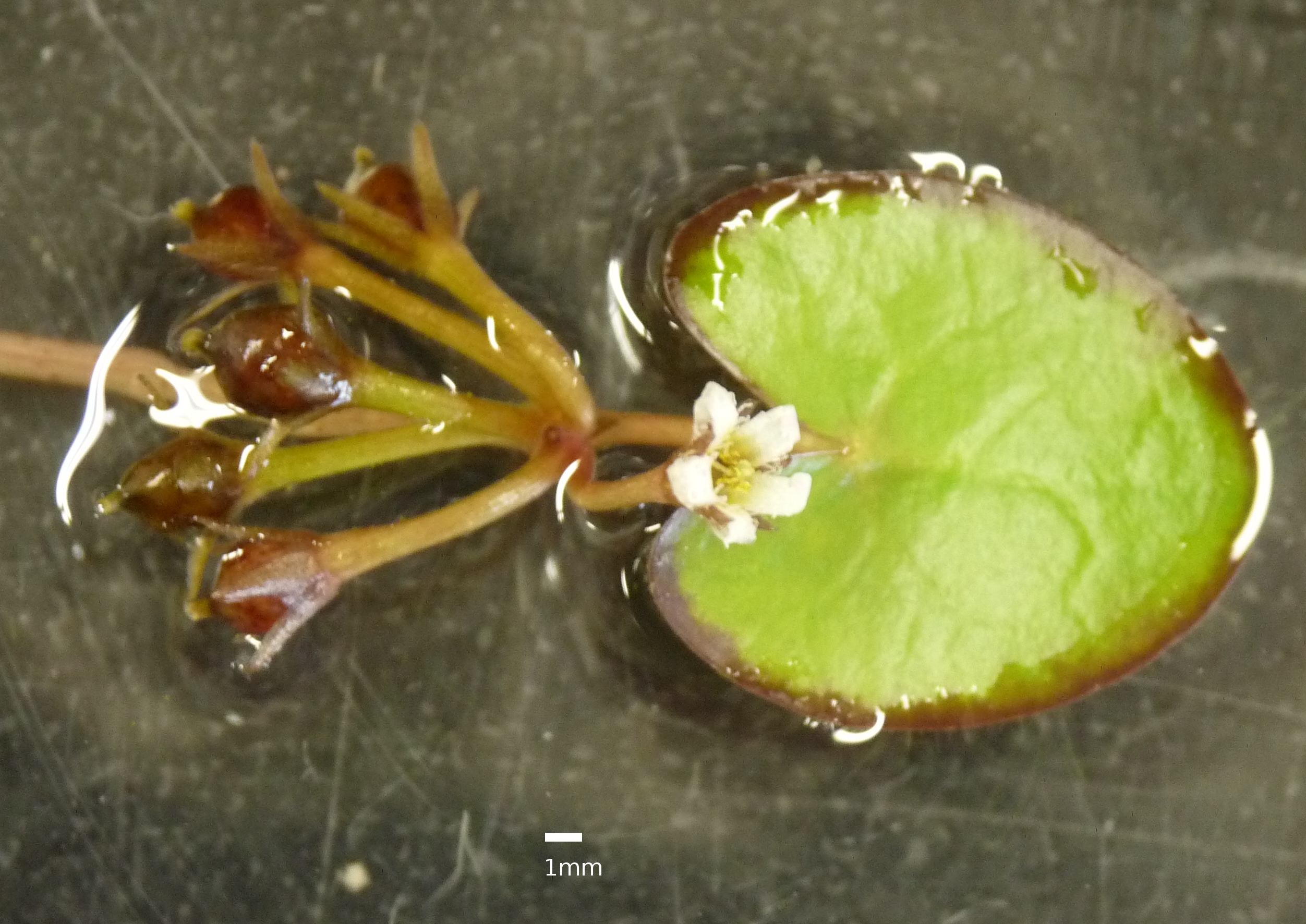
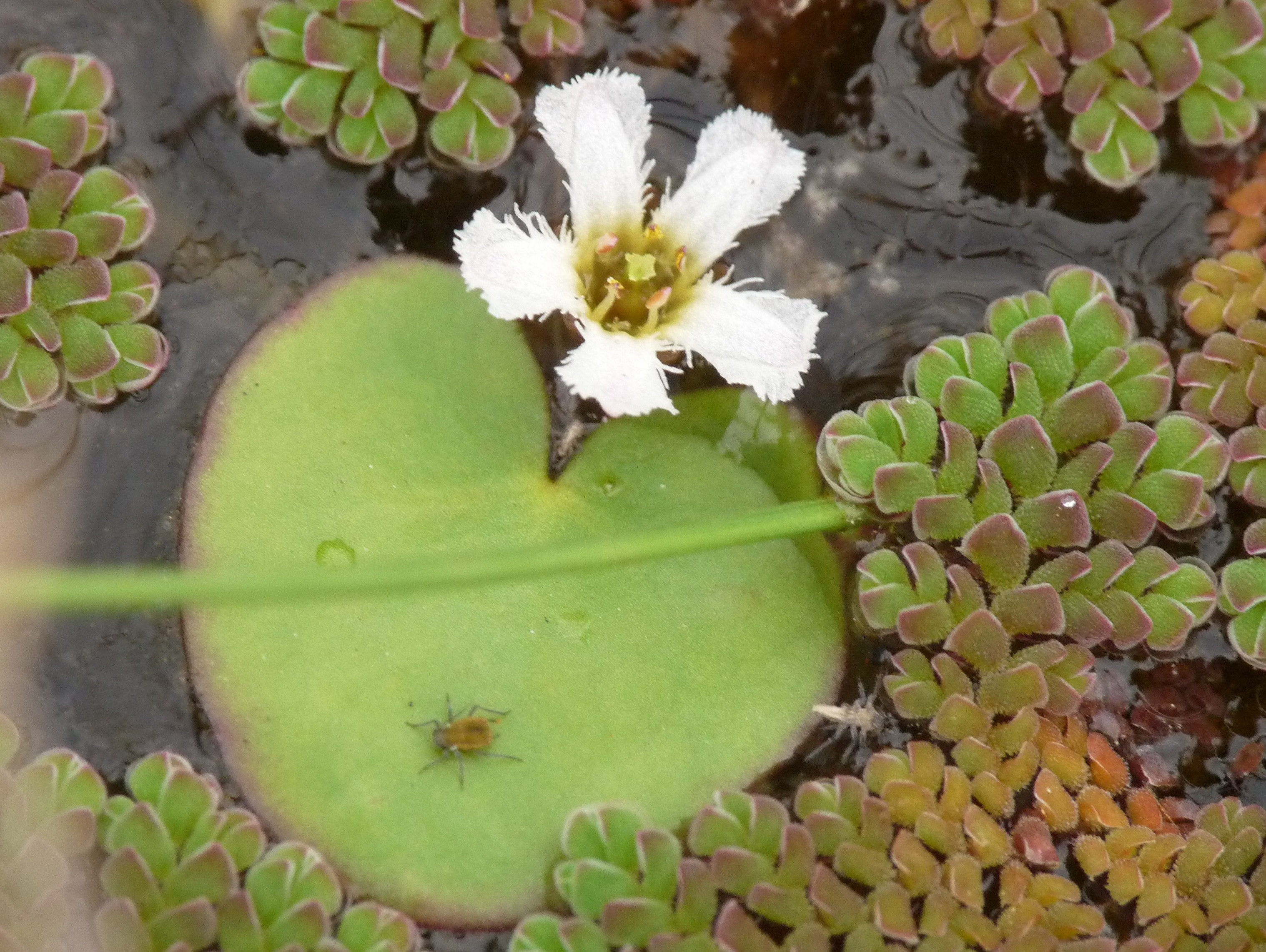
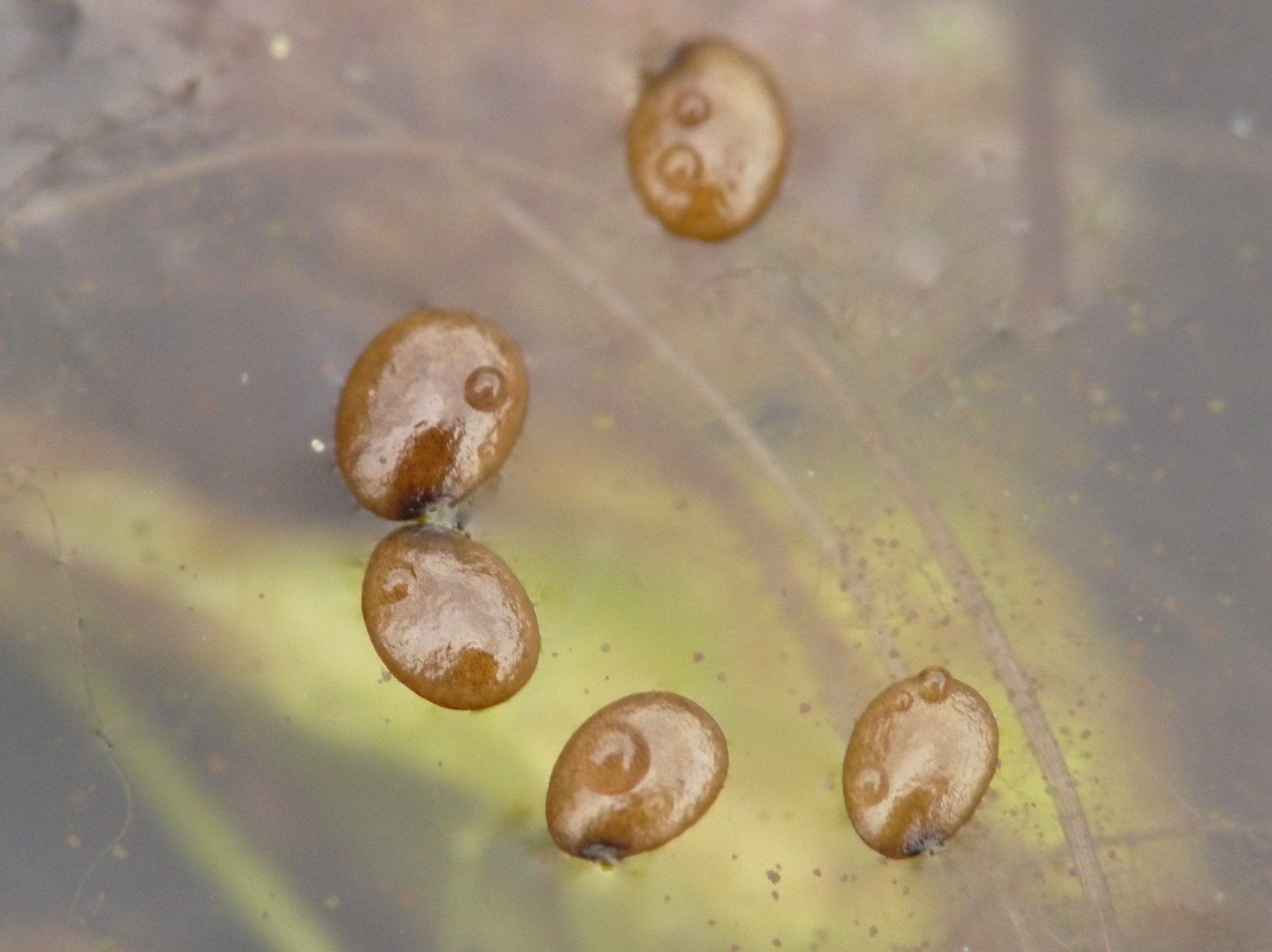